# Leah Goldstein
Leah Goldstein (* 4. Februar 1969 in Vancouver) ist eine kanadisch-israelische Radsportlerin und ehemalige Kickboxerin.

## Herkunft und Familie
Leah Goldstein wurde als Tochter von Ahoova und Sam Goldstein in Vancouver geboren. Ahoova Goldstein wuchs in Gulja (heute Yining) in China auf. Dorthin war ihre Familie aus Russland in den 1920er Jahren umgesiedelt worden. In den 1950er Jahren verlor die Familie mit dem Einzug des Kommunismus ihr Hab und Gut. Daraufhin floh sie nach Israel, wo Ahoova Mitglied der Leichtathletik-Nationalmannschaft wurde. Sam Goldstein wuchs in Polen als Kind von Holocaust-Überlebenden auf. Da seine Eltern von den Geschehnissen des Zweiten Weltkriegs traumatisiert waren, beschlossen sie, in Israel einen neuen Anfang zu machen. Dort lernten sich die Eltern von Leah Goldstein kennen. Obwohl beide kein Englisch sprachen, zogen sie nach Vancouver, wo Leah Goldstein zur Welt kam. Als Kind wurde sie wegen ihres schlechten Englischs und ihres Lispelns gehänselt; ihr rechtes Bein war zudem kürzer und schwächer als das linke. Wegen einer vermeintlichen Lernbehinderung wurde sie in eine Förderklasse eingeschult.
Im Alter von 17 Jahren wurde Leah Goldstein Bantam-Weltmeisterin im Kickboxen. Anschließend trat sie in das israelische Militär ein und wurde eine der wenigen weiblichen Ausbilder; sie unterrichtete das israelische Selbstverteidigungssystem Krav Maga. Später wechselte sie in eine Spezialeinheit zur Bekämpfung von Terrorismus und Gewaltkriminalität.

## Sportliche Laufbahn
Die Arbeit für das Militär begann Goldstein psychisch zu belasten, so dass sie zunehmend Ausgleich im Sport suchte. Zunächst wurde sie israelische Duathlon-Meisterin.  Nach neunjähriger Angehörigkeit zum Militär gab sie ihren Dienst auf und zog zurück nach Kanada, wo sie Mitglied der Radsport-Nationalmannschaft war. 2000 und 2001 wurde sie Dritte der kanadischen Zeitfahrmeisterschaft, 2002 Vize-Meisterin.
2004 erhielt Leah Goldstein ein Stipendium, um für Israel an den Olympischen Spielen 2004 in Athen teilzunehmen. Der Start kam nicht zustande, da sie sich zuvor bei einem Radrennen eine Hand brach.  Von 2007 bis 2009 wurde sie drei Mal in Folge israelische Straßenmeisterin, 2007 und 2009 zudem im Einzelzeitfahren; 2008 gewann sie die US-amerikanische Tour of the Gila. Sie erreichte diese Erfolge, obwohl sie vom Sturzpech verfolgt war. So stürzte sie 2005 beim Cascade Cycling Classic, hatte 2008 einen weiteren Sturz und wurde 2010 kurz vor dem Start des Redlands Bicycle Classic von einem Auto angefahren. Anschließend beendete sie ihre Elite-Radsportlaufbahn, startete aber 2011 erfolgreich beim Race Across America und 2012 beim Race Across the West. 2014, im Alter von 45 Jahren, nahm sie nochmals an der kanadischen Zeitfahrmeisterschaft teil und wurde 23.
Als erste Frau überhaupt gewann Leah Goldstein 2021 die Gesamtwertung des Race Across America.
Leah Goldstein ist inzwischen als Autorin, Rednerin und Trainerin tätig. Sie lebt in Vernon, British Columbia (Stand 2019).

## Erfolge
2007
- Israelische Meisterin – Straßenrennen, Einzelzeitfahren

2008
- Gesamtwertung und eine Etappe Tour of the Gila
- Israelische Meisterin – Straßenrennen

2009
- Israelische Meisterin – Straßenrennen, Einzelzeitfahren

2011
- Race Across America

2012
- Race Across the West

2021
- Race Across America

## Publikationen
- No Limits : The Powerful True Story of Leah Goldstein-World Champion Kickboxer, Ultra Endurance Cyclist, Israeli Undercover Police Officer. No Finish Line Living Adventures Ltd, 2016, ISBN 978-0-9953284-0-2 (englisch).